# میر سعید سلطان قالی‌یئو
میر سعید حیدرعلی اوغلو سلطان قالی‌یئو (یا علی‌یئو) (زبان تاتاری: Мирсәет Хәйдәргали улы Солтангалиев, Mirsäyet Xäydärğäli ulı Soltanğäliev) متجدد تاتار، بلشویک و از سال ۱۹۲۰ عضو حزب کمونیست اتحاد شوروی شد. میر سعید یکی از تلاشگران اتحاد مسلمانان روسیه بود. در سال ۱۹۲۳ به اتهام مسلمان گرایی و ترک بودن از حزب کمونیست اتحاد شوروی کنار گذاشته شد و در سال ۱۹۴۰ به اتهام اقدام علیه شوروی اعدام شد.